# 패러데이 역설

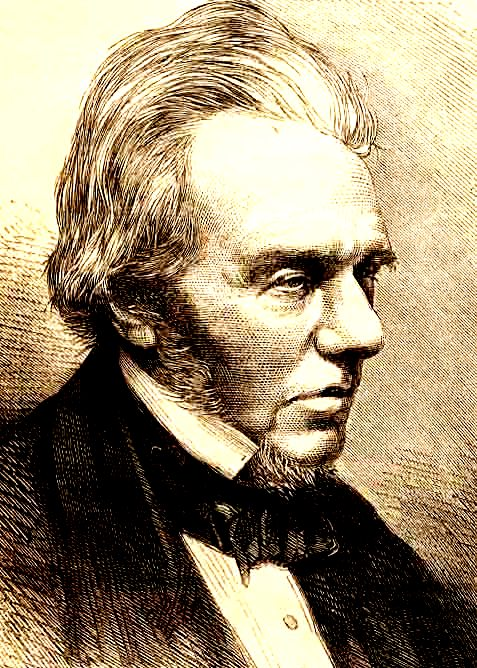
마이클 패러데이

패러데이 역설(Faraday paradox)은 자기 선속의 변화가 기전력을 발생시킨다는 패러데이 전자기 유도 법칙이 위배된 것처럼 보이는 일련의 실험들이다. 1831년 마이클 페러데이가 전자기 유도 법칙을 발표하며 함께 제안하였으나 당대에는 상대론이 발견되지 않아 완전한 설명이 불가능했다. 패러데이 역설은 다음의 두 가지 경우로 구분된다.
- 자기 선속의 시간에 따른 변화가 없으나 기전력이 발생하는 경우
- 자기 선속의 시간에 따른 변화가 있으나 기전력이 발생하지 않는 경우

위 두 경우는 모두 전자기법칙을 오인한 결과로 실제 패러데이의 법칙을 위배하지는 않는다.

## 패러데이 전자기 유도 법칙과 맥스웰-페러데이 방정식
패러데이 전자기 유도 법칙은 유도 기전력의 세기가 자기 선속의 시간에 대한 전미분으로 주어진다는 것으로 SI 단위계로는 아래와 같이 표현된다.
{\displaystyle {\mathcal {E}}=-{\frac {d}{dt}}\Phi _{B}=-{\frac {d}{dt}}\int _{S}\mathbf {B} \cdot d\mathbf {A} }
이때 {\displaystyle S}는 폐회로 {\displaystyle C}를 지나는 단순연결된 곡면으로 속도를 가지고 운동할 수 있다. 만약 자기장 {\displaystyle \mathbf {B} }가 시간과 공간에 의존하고, 폐회로 {\displaystyle C}가 속도 {\displaystyle \mathbf {v} }를 가지고 운동하는 경우, 위 식의 자기 선속의 미분은 순수한 자기장의 시간 변화 외에도 곡선의 운동에 따른 위치 변화에 의해서도 나타날 수 있다. 이 경우, 일반적인 전미분은 다음과 같이 주어진다.
{\displaystyle {\frac {d\mathbf {B} }{dt}}={\frac {\partial \mathbf {B} }{\partial t}}+(\mathbf {v} \cdot \nabla )\mathbf {B} ={\frac {\partial \mathbf {B} }{\partial t}}+\nabla \times (\mathbf {B} \times \mathbf {v} )+\mathbf {v} (\nabla \cdot \mathbf {B} )}
위 식을 페러데이의 법칙에 대입하고, 스토크스 정리를 이용하면 아래와 같은 형태로 정리된다. 
{\displaystyle {\mathcal {E}}\equiv \oint _{C}\mathbf {E} \cdot d\mathbf {l} =-{\frac {d}{dt}}\int _{S}\mathbf {B} \cdot d\mathbf {A} =-\int _{S}{\frac {\partial \mathbf {B} }{\partial t}}\cdot d\mathbf {A} +\oint _{C}(\mathbf {v} \times \mathbf {B} )\cdot d\mathbf {l} }
위 식의 마지막 등호에서 선적분 항은 폐회로의 운동에 의해 나타나는 성분으로 운동기전력으로도 알려져 있다. 주의할 점은 위 식의 전기장 {\displaystyle \mathbf {E} }는 실제 폐회로에 전류를 발생시키는 양이므로 미소 성분 {\displaystyle d\mathbf {l} } 의 정지좌표계에서 바라본 양이라는 것이다. 
{\displaystyle \nabla \times \mathbf {E} +{\frac {\partial \mathbf {B} }{\partial t}}=0}

## 자기 선속의 시간에 따른 변화가 없으나 기전력이 발생하는 경우

### 역설의 현상

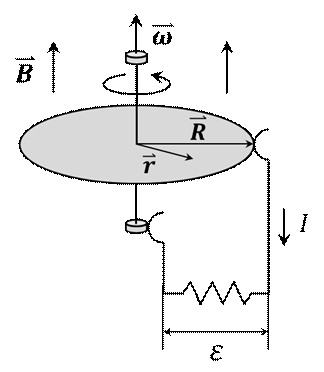
그림1. 패러데이의 단극 발전기. 회전하는 전도성 원판과 전도성 축을 마찰이 없는 도선으로 연결한 뒤, 균일한 자기장 속에 놓으면 유도전류가 흐를 수 있다.

패러데이는 그림 1. 과 같은 단극 발전기를 제안하였다. 이 발전기는 얇은 전도성 원판과 전도성 회전축을 기계적 마찰이 없는 도선으로 연결한 뒤, 영구자석으로 만든 균일한 자기장 속에 놓은 것이다. 이때 세 가지 실험을 진행한 결과는 다음과 같다.
1. 영구자석을 고정한 상태에서 원판을 회전시키면 연결된 도선을 통해 직류전류가 흐른다.
2. 원판을 고정한 상태에서 영구자석을 회전시키면 전류가 흐르지 않는다.
3. 영구자석과 원판을 같은 속도로 회전시키면 1에서처럼 직류전류가 흐른다.

위의 세 가지 실험 결과가 역설적인 이유는 다음과 같다. 먼저, 실험 1은 패러데이의 전자기 유도 법칙이 위배된 것처럼 보이는데, 이는 원판을 통과하는 자기 선속이 자기장의 세기와 원판 면적의 곱으로 시간에 따라 항상 일정함에도 0이 아닌 유도 기전력이 발생했기 때문이다. 실험 2와 3은 영구자석과 원판의 상대적인 운동의 관점에서 역설적이다. 이는 패러데이 시대 때 완전히 해소되지 못한 부분으로, 영구자석으로부터 형성된 자기장이 영구자석에 묶여 영구자석 입장에서는 정지한 상태로 존재한다고 생각하던 당대 관념으로는 실험 1과 2의 결과가 정확히 일치하고, 실험 3에서는 유도 전류가 0일 것으로 기대되지만, 실제 실험 결과는 이와 상반되기 때문이다.

### 역설의 해소
실험 1의 역설은 패러데이의 법칙에서 유도 기전력이 자기 선속의 편미분이 아닌 전미분에 비례함에 유념하지 않은 결과이다. 위의 패러데이 전자기 유도 법칙과 맥스웰-패러데이 방정식 항목에서 보였던 자기 선속의 변화는 자기장의 시간의 따른 변화 외에도 실험실 좌표계를 기준으로 한 폐회로의 운동 속도에 의해서도 나타난다. (이에 의한 유도 기전력 성분을 운동기전력이라 한다.) 실험 1에서 원판의 각 미소성분들은 {\displaystyle r\times \omega } 의 속도를 가지므로 자기선속의 전미분은 0이 아니며 패러데이의 법칙이 위배된 것이 아니다.
실험 2와 3의 역설은 전자기장이 일종의 운동 속도를 지니는 것으로 잘못 가정했기 때문에 나타난 결과이다. 전기장과 자기장은 좌표계에 관계없이 항상 빛의 속도로 전파되며, 다만, 운동하는 관찰자의 속도에 따라 공간 상에 펼쳐진 모습이 달라진다. 즉, 일정한 속도로 회전하는 영구자석이 만드는 자기장을 실험실 좌표계에서 관찰하면 길이수축과 시간지연의 효과로 변화한 영구자석의 자화와 전하 밀도가 만드는 전자기장이 보이는 것일 뿐, 전자기장이 실험실 좌표계를 기준으로 회전하는 것은 아니다. 특별히 축 대칭의 균일한 자기장을 만드는 자석이 일정한 각속도로 회전하는 경우, 실험실 좌표계에서 보이는 자기장은 시간에 따라 항상 일정하다. 따라서 실험 2의 경우는 일정한 자기장 속에 정지한 원판을 놓은 것과 동일한 상황이며 실험 3의 경우는 실험 1의 상황과 유사한 상황이므로 두 실험 결과는 패러데이의 법칙을 위배하지 않는다.

## 자기 선속의 시간에 따른 변화가 있으나 기전력이 발생하지 않는 경우

### 역설의 현상

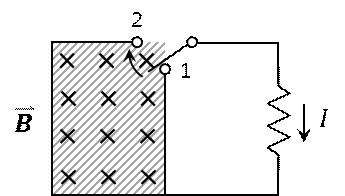
그림 2. 틸리의 역설

도널드 틸리(Donald E. Tilley)에 의해 제안된 이 역설은 앞선 예시의 역으로, 자기 선속의 시간에 따른 변화가 있는 것으로 보이지만 실제 유도 전류는 측정되지 않는 경우이다. 그는 그림 2 의 두 개의 폐회로로 구성된 한 회로를 제안하였다. 이 회로의 왼쪽 반절에는 국한된 균일한 자기장이 놓여 있으며 스위치를 1번에서 2번으로 옮기면 초기에 0 이었던 자기 선속이 순간적으로 0이 아닌 값으로 변화하며 패러데이의 법칙에 따라 유도 기전력을 발생할 것으로 예상할 수 있다. 그러나 실제 회로에 발생되는 유도 기전력은 없다.

### 역설의 해소
자기장 플럭스가 변하게 되므로, 패러데이의 법칙에 의해 EMF의 형성을 예측해볼 수 있지만, 사실 생성되는 EMF는 0이다. 누스바움 (Nussbaum, A)에 의하면 사실 패러데이의 법칙이 유효하기 위해서는 플럭스의 변화를 만들어주기 위해서 한 일이 0이 아니어야 한다고 한다. 이 논의에 따르면 위의 경우는 플럭스의 변화를 만들기 위해 해준 일이 없으므로, 패러데이의 법칙이 유효하지 않다고 생각할 수 있는데, 이를 조금 더 구체적으로 생각해보자.

전류가 흐르는 두 도선(도선1, 도선2)을 보면, 이 때 도선2에 의해 도선1이 받는 힘은 다음과 같은 식으로 표현된다.
{\displaystyle F_{21}={\frac {\mu _{0}}{4\pi }}I_{1}I_{2}\oint _{C1}\oint _{C2}{\frac {dI_{1}\times dI_{2}\times {\hat {r}}}{r_{21}^{2}}}}
도선2에 의해서 형성되는 자기장은 다음과 같다: 
{\displaystyle B_{2}={\frac {\mu _{0}}{4\pi }}I_{2}\oint _{C_{2}}{\frac {(dI_{2}\times {\hat {r}}_{21})}{r_{21}^{2}}}}
이를 첫 번째 식에 대입하면, 다음과 같은 식을 얻을 수 있다. 
{\displaystyle F_{21}=I_{1}\oint _{C_{1}}{dI_{1}\times B_{2}}}
이제 이를 바탕으로 dI의 길이를 가지는 도체가 dr 만큼의 변위 변화를 갖는 경우를 생각해보자. 이 때 해준 일의 양 {\displaystyle dW}는 다음과 같이 표현된다. 
{\displaystyle dW=dF\centerdot dr}
{\displaystyle dF} 자리에 조금 전에 찾은 식을 대입하면 다음과 같은 결과를 얻는다. 
{\displaystyle dW=(Idl\times B)\centerdot dr}
도체의 변위I{\displaystyle dI}에 의해 커버되는 면적 {\displaystyle dS}는 다음과 같다. 
{\displaystyle dS=dr\times dl}
따라서:
{\displaystyle dW=IB\centerdot dS=Id\Phi _{B}}
{\displaystyle dW}는 다음과 같은 식으로 표현된다. 
{\displaystyle dW=Vdq=VIdt}
위에서 구한 {\displaystyle dW}에 관한 두 식을 연립하면 패러데이의 법칙에 도달할 수 있다:
{\displaystyle EMF=\oint {E+v\times B}\centerdot dl}
전류계는 주로 위의 식에서 첫 번째 항 (즉, 전류에 기여하는 부분)만 측정하게 된다. 위의 상황에서도 첫 번째 항에 해당하는 부분은 0이 되고, 따라서 유도기전력이 0이 된다. 그럼에도 불구하고, 패러데이의 법칙에 위배되지 않는 이유는, 자기장 플럭스의 변화가 두번째 항에 기여하기 때문이다.

## 같이 보기
- 패러데이 전자기 유도 법칙
- 로런츠 힘